# Heiyo Maru
Die Heiyo Maru (平洋丸) war ein 1930 in Dienst gestelltes Passagierschiff der japanischen Reederei Nippon Yūsen für den Linienverkehr nach Südamerika. Während des Zweiten Weltkriegs diente das Schiff als Truppentransporter und Versorger, beförderte aber auch weiterhin zivile Passagiere. Am 17. Januar 1943 wurde die Heiyo Maru auf dem Weg nach Chuuk versenkt. Etwa 944 Menschen kamen hierbei ums Leben.

## Geschichte

### Dienstzeit
Die Heiyo Maru wurde am 4. Dezember 1928 unter der Baunummer 1127 in der Werft von Hitachi Zōsen in Osaka auf Kiel gelegt und lief am 5. Oktober 1929 vom Stapel. Nach der Ablieferung an Nippon Yūsen am 15. März 1930 nahm sie am 19. April den Liniendienst von Hongkong nach Japan, Hawaii, der Westküste der USA, Mexiko, Guatemala, Costa Rica, Panama, Kolumbien, Ecuador, Peru und Chile auf. Für eine solche Rundfahrt benötigte das Schiff ungefähr 68 Tage.
Am 22. Juni 1941 wurde der Dienst nach Südamerika eingestellt. Nach mehreren Wochen Liegezeit ging die Heiyo Maru an die Kaiserlich Japanische Marine, blieb aber weiterhin unter Bereederung von Nippon Yūsen. Aufgrund ihrer hohen Ladekapazität eignete sie sich als Frachtschiff zum Transport von Militärgütern, wurde aber nach Kriegsausbruch auch als Truppentransporter genutzt.

### Untergang
Am 11. Januar 1943 verließ die Heiyo Maru den Hafen von Tokio mit 1753 Zivilbeschäftigten, die beim Aufbau einer Basis beim Atoll Chuuk (damals auch Truk geschrieben) helfen sollten. An Bord befanden sich außerdem 114 Besatzungsmitglieder. Das Schiff hatte für diese Fahrt mehr als 4000 Tonnen Fracht, darunter Nahrungsmittel, aber auch Munition geladen. Nach einem Zwischenhalt in Saipan sollte die Heiyo Maru weiter nach Chuuk fahren. Das Schiff fuhr allein, hatte also keinen Geleitschutz.

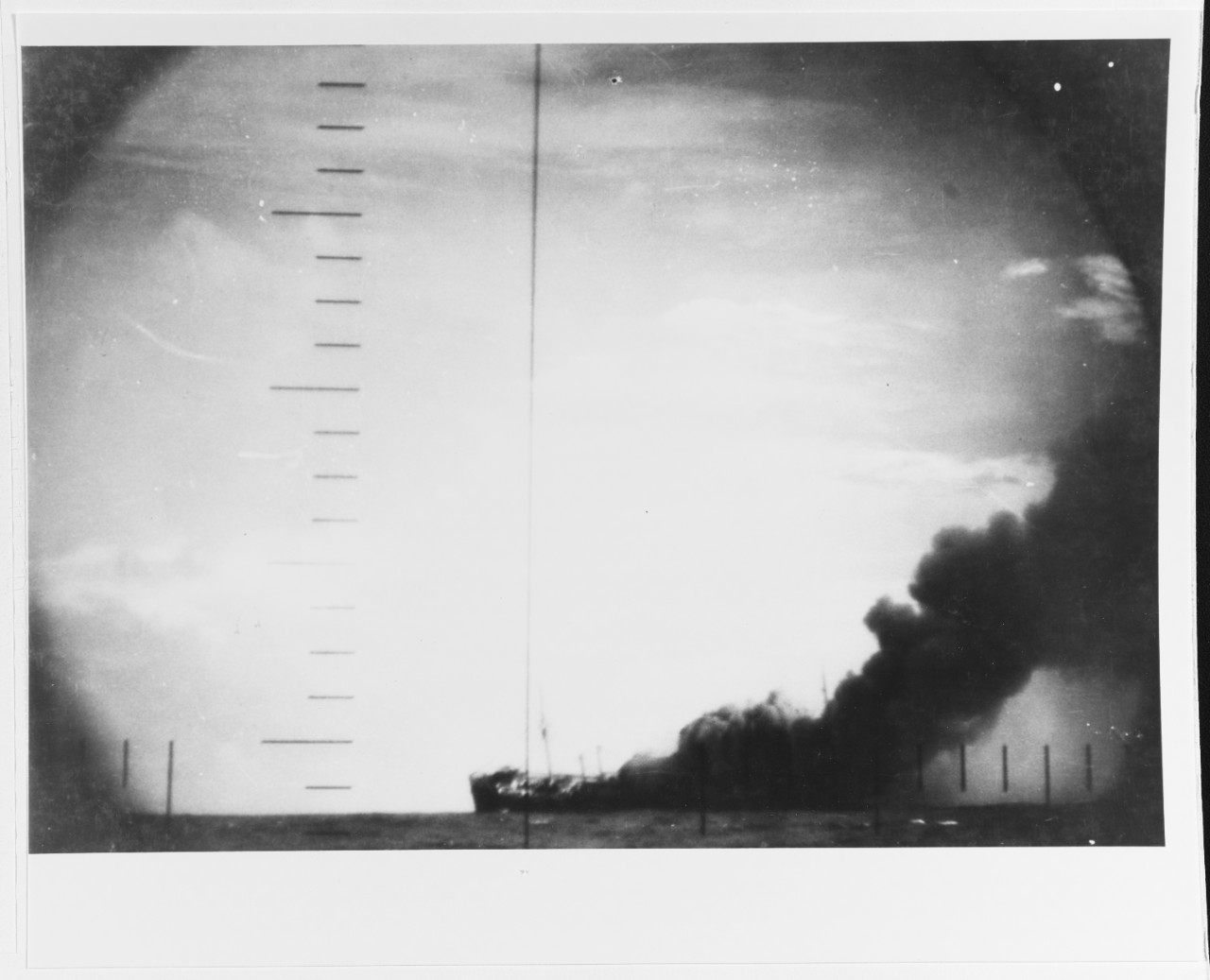
Die brennende und sinkende Heiyo Maru, aufgenommen vom Periskop der USS Whale

Am 17. Januar wurde die Heiyo Maru gegen 14.05 Uhr Ortszeit von einem Torpedo des US-amerikanischen Unterseeboots USS Whale getroffen. Zwei weitere Torpedos trafen kurz darauf den Maschinenraum, in dem ein Brand ausbrach. Da das Schiff nun ohne Antrieb war, ordnete der Kapitän die Evakuierung an. Während des Abfierens der Rettungsboote trafen jedoch nochmal drei Torpedos die bereits sinkende Heiyo Maru. Viele an Deck oder in den Booten befindliche Menschen kamen hierbei ums Leben, zudem wurden die Rettungsboote auf der Backbordseite zerstört. Nur acht verbliebene Rettungsboote konnten erfolgreich zu Wasser gelassen werden. Gegen 19 Uhr sank das Schiff mit dem Heck voran. Die Überlebenden wurden von dem Wassertanker Asayama Maru und dem Minensuchboot Ataka Maru aufgenommen und am 23. Januar nach Chuuk gebracht.
Die Zahl der umgekommenen Zivilisten wird auf 900 geschätzt, zudem starben 44 der Besatzungsmitglieder.